# Баранів Яр (заказник)
Бара́нів Яр — ботанічний заказник місцевого значення в  Черкаському районі Черкаської області.

## Опис
Заказник площею 3,0 га розташовано біля с. Пшеничники. Створено з метою охорони місця зростання горицвіту весняного (Adonis vernalis), занесеного до Червоної книги України.
Як об'єкт природно-заповідного фонду створено рішенням Черкаського облвиконкому від 11.03.1979 р. № 136. Землекористувач або землевласник, у віданні якого перебуває заповідний об'єкт — Бобрицька сільська громада (як правонаступник Пшеничницької сільської ради).

## Галерея

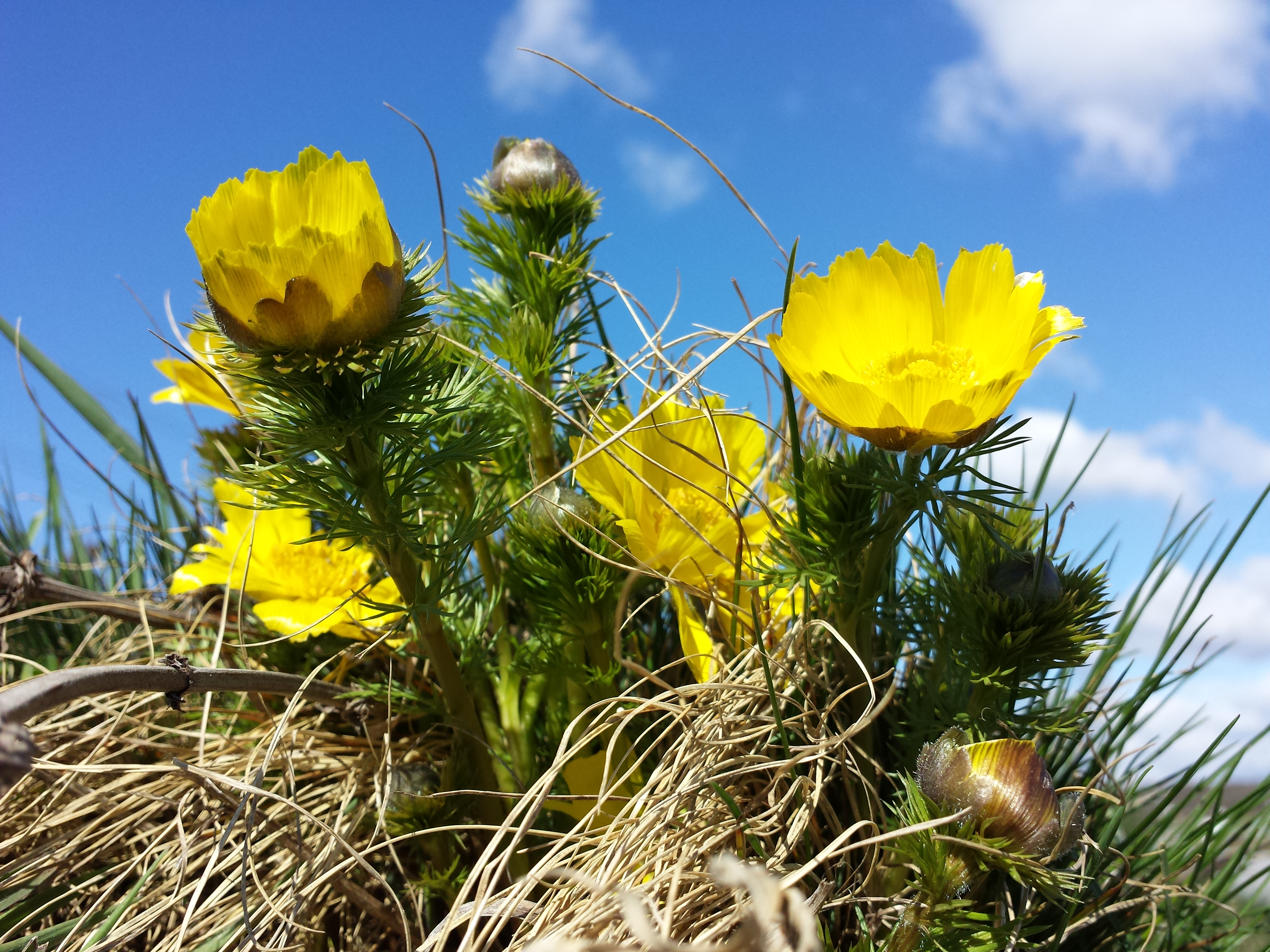
Об'єкт охорони — горицвіт весняний